# フェニルアセチルCoAヒドロラーゼ
フェニルアセチルCoAヒドロラーゼ(Phenylacetyl-CoA hydrolase、EC 3.1.2.25)は、以下の化学反応を触媒する酵素である。
フェニルグリオキシリルCoA + 水{\displaystyle \rightleftharpoons }フェニルグリオキシル酸 + 補酵素A
従って、基質はフェニルグリオキシリルCoAと水の2つ、生成物はフェニルグリオキシル酸と補酵素Aの2つである。
この酵素は加水分解酵素に分類され、特にチオエステル結合に作用する。系統名は、フェニルグリオキシリルCoAヒドロラーゼ(phenylglyoxylyl-CoA hydrolase)である。